# 5-й кавалерийский корпус (1-го формирования)
5-й кавалерийский корпус — воинское соединение в Рабоче-крестьянской Красной армии (РККА) Вооружённых сил СССР, существовавшее до и во время Великой Отечественной войны.
Управление корпуса начало формироваться в 1935 году в городе Псков в Ленинградском военном округе (далее ЛенВО).
8 февраля 1936 года приказом командующего войсками ЛенВО № 053 в состав корпуса введены 16-я, 25-я, 30-я кавалерийские дивизии (далее кд).
До 2 июня 1936 года в состав корпуса вошли 14-й отдельный корпусной авиаотряд и отдельный корпусной дивизион связи.
1 июля 1939 года управление корпуса, корпусные части и 16-я кд передислоцированы в Киевский Особый военный округ (далее КОВО), где корпус вошёл в состав Кавалерийской армейской группы. Управление корпуса расположилось в областном центре г. Каменец-Подольск Каменец-Подольской области (см. также Хмельницкая область); 16-я кд — в районе м. Гайсин и г. Тульчин Винницкой области; 278-й отдельный зенитно-артиллерийский дивизион — в пгт. Ярмолинцы; 252-е авиазвено — в г. Проскуров Каменец-Подольской области.
В июле 1939 года в состав корпуса вошла 9-я кавалерийская дивизия, дислоцированная в г. Каменец-Подольск.
В сентябре — октябре 1939 года корпус участвовал в военном походе Красной Армии на территорию Восточной Польши (Западная Украина) в сентябре 1939 года. С 16 сентября 1939 года корпус в составе Каменец-Подольской армейской группы Украинского фронта, с 20 сентября в составе Южной армейской группы, с 24 сентября в составе 12-й армии. В составе Действующей армии корпус находился 17.09.1939—28.09.1939. 28 сентября 12-я армия разделена на 12-ю армию и Кавалерийскую армейскую группу. Корпус был возвращён в состав Кавалерийской АГ.
В июне — июле 1940 года управление корпуса участвовало в военном походе Красной Армии по освобождению рабочих и крестьян от угнетения капиталистов и помещиков в Румынию — Бессарабию в составе 9-й армии Южного фронта.
10 июля 1940 года управление 9-й армии расформировано. Управление корпуса вернулось в состав Кавалерийской армейской группы КОВО. После окончания освободительного похода в Бессарабию (июнь — июль 1940 г.) управление корпуса, корпусные части прибыли в г. Славуту, 32-я кд — в г. Изяславль.
Управление 5-го кавалерийского корпуса находилось:
- в г. Псков, Ленинградский ВО, (1935 — 20.05.1939);
- в г. Каменец-Подольск, Киевский ОВО (01.07 — 17.09.1939);
- Каменец-Подольская армейская группа Украинского фронта (17.09 — 20.09.1939);
- Южная армейская группа Украинского фронта (20.09 — 24.09.1939);
- 12-я армия Украинского фронта (24.09 — 28.09.1939);
- в г. Каменец-Подольск, Киевский ОВО (28.09 — 20.06.1940);
- в районе Карманово, Павловка, Кассель 9-я армия Южного фронта, (20—28 июня 1940).
- в районе Романово-Чимишлия (юг Бессарабии), 9-я армия, (30.06 — 10.07.1940).
- в г. Славута, Киевский ОВО (10.07.1940 — …);

Во время Великой Отечественной войны корпус отличился в Елецкой наступательной операции, по итогам которой за отвагу и мужество, проявленные в боях, в декабре 1941 года получил гвардейское наименование и был преобразован в 3-й гвардейский кавалерийский корпус.

## Подчинение
- Ленинградский военный округ (1935 — 01.07.1939).
- Кавалерийская армейская группа Киевского Особого военного округа, (01.07.1939 — 16.09.1939).
- Каменец-Подольская армейская группа Украинского фронта (16.09.1939 — 20.09.1939), (2с).
- Южная армейская группа Украинского фронта(20.09.1939 — 24.09.1939), (2с).
- 12-я армия Украинского фронта (24.09.1939 — 28.09.1939), (2с).
- Кавалерийская армейская группа Киевского Особого военного округа (28.09.1939 — 20.06.1940), (2с).
- 9-я армия, Южного фронта (20.06 — 10.07.1940), (2с).
- Кавалерийская армейская группа Киевского Особого военного округа (10.07.1940 —), (2с).
- 6-я армия Юго-Западного фронта (22.06 — 25.08.1941)

## Полное название
5-й кавалерийский корпус

## Командование
- Рокоссовский, Константин Константинович, командир корпуса, комдив, (07.02.1936, уволен 22.07.1937 и арестован),
- Вайнерх-Ванярх, Дмитрий Ананьевич, командир корпуса, комбриг, (08.1937 - уволен 08.02.1938, арестован 10.02.1938),
- Гонин, Василий Матвеевич, командир корпуса, комдив, (09.06.1938 — 12.1939),
- Густишев, Дмитрий Иванович, командир корпуса, комдив (26.12.1939 — ?),
- Рокоссовский, Константин Константинович, командир корпуса, (1940 — до 11.1940),
- Карпезо, Игнатий Иванович, командир корпуса, (09.12.1940 — 11.03.1941),
- Камков, Фёдор Васильевич, командир корпуса, генерал-майор (14.03.1941 — 20.11.1941),
- Крючёнкин, Василий Дмитриевич, командир корпуса, генерал-майор (21.11.1941 — 12.1942).

## Начальники штаба
- Белов, Павел Алексеевич, (01.07.1937 - 10.1940)

## Состав
На 08.02.1936: Ленинградский ВО.
- управление корпуса в г. Псков, (10с).

- 16-я кавалерийская дивизия, (10с).
- 25-я кавалерийская дивизия, (10с).
- 30-я кавалерийская дивизия, (10с).

На 01.06.1936: Ленинградский ВО.
- управление корпуса в г. Псков.

- 16-я кавалерийская дивизия, (10с).
- 25-я кавалерийская дивизия, (10с).
- 30-я кавалерийская дивизия, (10с).
- 14-й отдельный корпусной авиаотряд, (с 31.05.1936), в Кресты Псковского района, (10с).
- отдельный корпусной дивизион связи, (с 1 июня36), (10с).

На 01.07.1939: Киевский ОВО, Кавалерийская армейская группа.
- управление корпуса и корпусные части в г. Каменец-Подольск, (10с).

- 9-я кавалерийская дивизия, в г. Каменец-Подольск, (позже 01.7.1939), (10с).
- 16-я кавалерийская дивизия, в районе Гайсин и м. Тульчин, (10с).
- 278-й отдельный зенитно-артиллерийский дивизион — в Ярмолинцы, (10с).
- 252-е авиазвено связи — в г. Проскуров, (10с).

На 16.09.1939: Каменец-Подольская армейская группа Украинского фронта, (6).
- управление кавалерийского корпуса.

- 9-я кавалерийская дивизия, (6).
- 16-я кавалерийская дивизия, (6).
- 23-я легкотанковая бригада, (6).

На 20.09.1939: Киевский ОВО, Кавалерийская армейская группа.
- управление корпуса и корпусные части в г. Каменец-Подольск, (10с).

- 9-я кавалерийская дивизия, в г. Каменец-Подольск, (10с).
- 16-я кавалерийская дивизия, в районе м. Гайсин, м. Тульчин, (10с).
- 278-й отдельный зенитно-артиллерийский дивизион — в м. Ярмолинцы, (10с).
- 252-е авиазвено — в г. Проскуров, (10с).

На 11.10.1939: Киевский ОВО, Кавалерийская армейская группа.
- управление корпуса и корпусные части в г. Каменец-Подольск, (10с).

- 9-я кавалерийская дивизия в г. Каменец-Подольск, (10с).
- 32-я кавалерийская дивизия в г. Проскуров, (10с, 11с).

На 01.06.1940: Киевский ОВО, Кавалерийская армейская группа.
- управление корпуса и корпусные части в г. Каменец-Подольск, (10с).

- 9-я кавалерийская дивизия в г. Каменец-Подольск, (10с).
- 32-я кавалерийская дивизия в г. Проскуров, (10с,11с).

На 09.07.1940 г.: Южная Бессарабия, ОдВО.
- управление корпуса и корпусные части в Чимишлия в южной Бессарабии. (10с)

- 9-я кавалерийская дивизия, управление дивизии и дивизионные части в Леово, Комрат в южной Бессарабии. (2, 10с)
- 14-я кавалерийская дивизия, управление дивизии и дивизионные части … (с 09.07.1940). (10с, 14с)
- 32-я кавалерийская дивизия, управление дивизии и дивизионные части в Абаклия в южной Бессарабии. (10с, 11с)

После освободительного похода в Бессарабию
На 15.07.1940: в КиевОВО, Кавалерийская армейская группа.
- управление корпуса и корпусные части в Славута, (10с).

- 14-я кавалерийская дивизия, (10с), управление дивизии и дивизионные части в Славута, (10с, 14с).
- 32-я кавалерийская дивизия, управление дивизии и дивизионные части в Изяслав, (10с).

На 27.10.1940: в КиевОВО.
- управление корпуса и корпусные части в г. Каменец-Подольск, (10с).

- 9-я кавалерийская дивизия, (10с, 13с).
- 14-я кавалерийская дивизия, (10с).
- 32-я кавалерийская дивизия, (10с).

На ноябрь 1940: в КиевОВО.
- управление корпуса и корпусные части в г. Каменец-Подольск, (10с).

- 14 кавалерийская дивизия, (10с).
- 32 кавалерийская дивизия, (10с).

На май 1941: в КиевОВО.
- управление корпуса и корпусные части в г. Каменец-Подольск, (10с).

- 14-я кавалерийская дивизия, (10с).
- 32-я кавалерийская дивизия (вышла из состава корпуса и убыла в 9-й отдельный стрелковый корпус в Крым), (10с, 11с).

На июнь 1941: в КиевОВО.
- управление корпуса.

- 3-я кавалерийская дивизия, (10с).
- 14-я кавалерийская дивизия, (10с).
- 9-й отдельный дивизион связи
- 205-я отдельная корпусная авиационная эскадрилья

|         | БТ-2 | БТ-5 | Всего | БА |
| ------- | ---- | ---- | ----- | -- |
| 3-я КД  | 14   | 43   | 57    | ?  |
| 14-я кд | 34   | 23   | 57    | ?  |
| Всего   | 48   | 66   | 114   | ?  |

## Боевая деятельность
1935 год
Корпус начал формирование в г. Псков в Ленинградском военном округе, (10с).
1936 год
1 января управление корпуса находилось в г. Псков.
7 февраля командиром корпуса назначен Рокоссовский, Константин Константинович, комдив, (10с).
8 февраля приказом командующего войсками ЛенВО № 053 в состав корпуса введены 16-я, 25-я, 30-я кавалерийские дивизии, (10с).
20 марта приказом штаба ЛенВО № 6075 началось формирование отдельного корпусного дивизиона связи, (10с).
31 мая в состав корпуса вошёл 14-й отдельный корпусной авиаотряд. Дислоцировался авиаотряд в Кресты Псковского района. (10с).
К 1 июня завершалось формирование корпусного отдельного дивизиона связи, (10с).
1937 год
22 июля командир корпуса комдив Рокоссовский, Константин Константинович уволен из рядов Красной Армии и арестован, (10с).
1939 год
20 мая Генштаб издал директиву № 4/2/47033 о передислокации управления корпуса с корпусными частями и 16-й кавалерийской дивизии в КОВО с 20 мая по 1 июля, (10с).
1 июля управление корпуса расположилось в г. Каменец-Подольск; 16-я кд — в районе м. Гайсин и г. Тульчин; 278-й озад — в пгт. Ярмолинцы; 252-е авиазвено — в г. Проскуров, (10с).
В июле в состав корпуса вошла 9-я кавалерийская дивизия, дислоцированная в г. Каменец-Подольск, (10с).
1 сентября началась германо-польская война.
16 сентября управление Кавалерийской армейской группы переименовано в управление Каменец-Подольской армейской группы (командующий — командарм 2 ранга И. В. Тюленев), (6,2с).
С 17 сентября 5-й кк в составе 9-й и 16-й кд участвовал в освободительном походе в восточную Польшу — Западную Украину. В оперативном подчинении корпуса действовала 26-я легкотанковая бригада (на вооружении лёгкие быстроходные танки БТ), (6,10с). Корпус вошёл в состав Каменец-Подольской армейской группы Украинского фронта, с 20 сентября в составе Южной армейской группы, с 24 сентября в составе 12-й армии, (2с).
28 сентября 12-я армия разделена на 12-ю армию и Кавалерийскую армейскую группу, (2с). Корпус был возвращён в состав Кавалерийской АГ.
17.09 — 28.09.1939 корпус находился в составе Действующей армии. (2с)
11 октября по приказу командующего войсками Кавалерийской армейской группы КОВО № 015 16-я кавалерийская дивизия передана в состав 4-го кавалерийского корпуса. Из 4-го кк принята 32-я кавалерийская дивизия с дислокацией в г. Проскуров, (10с, 11с).
Состав корпуса:
- 9-я кд, управление дивизии в г. Каменец-Подольск.
- 32-я кд, управление дивизии в г. Проскуров.

## 1940 год
1 января 1940 года 5-й кк входил в состав Кавалерийской армейской группы КОВО. Управление корпуса и корпусные части находились в г. Каменец-Подольск, (10с).
- 9-я кд в г. Каменец-Подольск, (10с).
- 32-я кд. в г. Проскуров, (10с,11с).

В январе планировалась переброска управления 5-го кк в Фергану (САВО) в составе 7-й и 32-й кд, (10с, 11c, 12c).
1 июня 5-й кк входил в состав Кавалерийской армейской группы
КОВО. Управление корпуса и корпусные части находились в г. Каменец-Подольск, (10с).
- 9-я кд в г. Каменец-Подольск, (10с).
- 32-я кд. в г. Проскуров, (10с, 11с).

9 июня.
В первых планах Генерального штаба Красной Армии для выполнения задач на территории Румынии в Бессарабии управление 5-го кк не привлекалось, (2).
14-я кавалерийская Коммунистического интернационала молодёжи ордена Ленина, Краснознамённая, ордена Красной Звезды дивизия имени товарища Пархоменко переведена из 2-го кк в состав 5-го кк. Командир дивизии генерал-майор Крюченкин, Василий Дмитриевич. Управление дивизии и дивизионные части передислоцированы из г. Новоград-Волынск в г. Славута, (14с).
5-й кк входил в состав Кавалерийской армейской группы КОВО. Управление корпуса и корпусные части находились в г. Каменец-Подольск, (10с).
- 9-я кд, управление дивизии и дивизионные части в г. Каменец-Подольск, (10с).
- 14-я кд, управление дивизии и дивизионные части в г. Славута (с 09.07.1940), (10с, 14с).
- 32-я кд, управление дивизии и дивизионные части в г. Проскуров, (10с, 11с).

10 июня
В 00:35—01:00 начальник Генштаба РККА Маршал Советского Союза Шапошников Борис Михайлович направил командующему войсками КОВО генералу армии Жукову Георгию Константиновичу шифротелеграмму, в которой приказывалось привести в готовность управления корпусов с корпусными частями, стрелковые дивизии, танковые бригады, артполки РГК и все понтонные средства, (2).
Военный совет КОВО после получения директивы в течение 15 минут оповестил войска о приведении в боевую готовность, (2).
В 11:20-11:30 начальник Генштаба РККА направил командующему войсками КОВО совершенно секретную директиву о сосредоточении походным порядком в новые районы соединений и частей:
- Управление 12-й армии в Коломыя к утру 13 июня;
- 32-я кд 5-го кк в Гвозьдец в к утру 15 июня;
- 14-я кд 5-го кк в к исходу 16 июня;
- Марши совершать с мерами маскировки, используя главным образом ночь.(2)

Военный совет КОВО в 15:04-21:45 отдал приказ командирам соединений и воинских частей о сосредоточении, (2).
11 июня войска КОВО под видом учебного похода начали сосредоточение, которое должно было завершиться 24 июня.(2)
20 июня
В 21:40 командиры Генерального штаба Красной Армии, прибывшие из Москвы в Киев, вручили командующему войсками КОВО генералу армии Г. К. Жукову директиву наркома обороны СССР и начальника Генштаба № 101396/СС, в которой приказывалось приступить к сосредоточению войск и быть готовым к 22:00 24 июня к решительному наступлению с целью разгромить румынскую армию и занять Бессарабию. Для управления войсками из состава Управления КОВО выделяется управление Южного фронта.(2)
Управление 5-го кк 9-я кд и 32-я кд сосредотачиваются в районе — Карманово, Павловка, Кассель;(2).
23 июня
Командующий войсками Южного фронта доложил наркому обороны: В 9-й армии: Кавалерия — Управление 5-го кк сосредоточилось. На 21.06 разгрузилось 15 эшелонов 9-й кд и 19 — 32-й кд. 5-й кк закончит сосредоточение 24.06. Надо считать, что к исходу 24.06 из тринадцати стрелковых дивизий — одиннадцать будет на месте. Кавалерия сосредоточится.(2)
22—23 июня Военный совет 9-й армии на основании проекта директивы командования Южного фронта № А-1/00145сс/ов проработал на местности с командирами корпусов и дивизий вопросы занятия исходного положения, организации предстоящего наступления, взаимодействия родов войск, управления, связи, устройства тыла и действий на ближайший этап операции.(2)
27 июня
Развёрнута 9-я армия (командующий — генерал-лейтенант И. В. Болдин) в составе 7-го, 35-го, 37-го, 55-го стрелковых и 5-го кавалерийского корпусов, штаб которой разместился в Гросулово (ныне — Великая Михайловка). Управление 5-го кк и корпусные части, 9-я кд и 32-я кд развёрнуты в районе Карманово, Павловка, Кассель.(2)
Сосед кавкорпуса слева 55-й ск развёрнут: управление в г. Одесса, дивизии: 116-я сд в г. Одесса, 25-я и 74-я сд в районе Овидиополь, Дальник (южный), Барабой.(2)
Командиры корпусов и дивизий проработали на местности с командирами полков, батальонов и рот вопросы занятия исходного положения, организации предстоящего наступления, взаимодействия родов войск, управления, связи, устройства тыла и действий на ближайший этап операции. (2)
28 июня. Освободительный поход в Бессарабию
В 11:00 после получения ответа румынского правительства советские войска получили новую задачу — занять воинские части, оставленные румынскими войсками по приказу Бухареста в Бессарабии и Северной Буковине.
Военный совет Южного фронта отдал войскам директиву № А00149, которой поставил новую задачу войскам Южного фронта — без боя быстрым выдвижением к р. Прут закрепить за СССР территорию Северной Буковины и Бессарабии.(2)
Командующий войсками 9-й армии генерал И. В. Болдин должен был иметь в первом эшелоне моторизованные части с задачей:
- 5-му кк выйти в район г.Измаил, г. Кагул, г. Болград и, имея 9-ю кд — Измаил, прочно удерживать рубеж р. Прут и р. Дунай на участках: Кагул, Измаил. Граница слева — верховье Днестровского лимана, Кюрдо, Кислица.(2)
- Соседу кавкорпуса слева 55-му ск — 25-й сд занять г.Аккерман и Сарата. Штадив Сарата. 74-й сд выйти в район Рени, Измаил, Болград и сменить части 5-го кк. Кавкорпусу по смене сосредоточиться в районе Кагул.(2)

В 13:15 командующий войсками 9-й армии издал боевой приказ № 2, уточнявший задачи войск:
- Задача армии — быстрым выдвижением к р. Прут на фронте г. Яссы, г. Галац закрепить за СССР среднюю и южную часть Бессарабии.(2)
- 5-му кк к вечеру 28.06 начать движение передовыми частями по переправам 7-го ск и Бендерскому мосту, сосредоточиться в районе: 9-й кд — Кагул, м. Рени, главные силы — Кагул, 32-й кд — г. Измаил. Штаб корпуса — г. Болград. Полоса движения — справа: Бендеры, Кошкалия, Романово, Конгаз, Кагул, слева: Меринешты, Манзырь, Березина, Кубей (ныне Червоноармейское), Измаил. Передовыми частями выйти в указанные районы к исходу 30.06, главными силами — к утру 2.7. По выходе в район м. Рени, г. Измаил частей 74-й сд 55-го ск кавкорпусу сосредоточиться в г. Кагул. 7-му ск немедленно навести все переправы для прохождения частей 5-го кк, оставаясь своими частями на месте.(2)
- Соседу кавкорпуса слева 55-му ск к исходу 28.06 25-й сд занять Аккерман и Колония Старая Сарата. Штаб дивизии — Колония Старая Сарата. 74-я сд переправляется за 25-й сд и, следуя по маршруту — Аккерман, Колония Старая Сарата, Кубей, к исходу 04.07 выйти в район Рени, Измаил, Болград, сменив части 5-го кк. Штаб дивизии — Болград.(2)

В 14:00 войска Южного фронта начали операцию по занятию территории Северной Буковины и Бессарабии.(2)
С 20:00 по железнодорожному мосту в г.Бендеры переправлялись 18-й и 30-й танковые полки дивизий 5-го кк, сосредоточившиеся в Фарладенах, и 14-я тяжёлая танковая бригада, которая достигла района Урсоя. (2)
В 23:00 Военный совет Южного фронта передал Военным советам армий директиву № 00150, в которой ставились задачи на второй день похода:
- Армиям фронта с утра 29.6 продолжать движение и занять северную Буковину и Бессарабию и к исходу 30.6 выйти к новой государственной границе.(2)
- 9-й армии — выйти 29.6 на рубеж Пырлица, Гатешты, Дезгинже. Основные силы действующих войск иметь:
- 5-му кк 29.06 выйти на рубеж Конгаз, Болград, Фурманка.(2)
- 55-й ск, занимая 25-й сд г. Аккерман и Сарата, вывести 74-ю сд в район Акмангит.(2)
- Распоряжением начальника ВВС к 10.00 29.6 выбросить парашютный десант 201-й авиадесантной бригады в районе г. Болград с задачей — занять район г. Болград.
- Частям при занятии Буковины и Бессарабии движение вести на хвостах отходящих румынских войск.
- Во всех гарнизонах занятой Бессарабии и Буковины установить образцовый порядок, наладить караульную службу и взять под охрану все имущество, оставленное румынскими войсками, госучреждениями и помещиками.(2)

В 24:00 наведение понтонного моста через Цареградское гирло Днестровского лимана продолжалось при сильном шторме.(2)
29 июня
С 02:30 9-я кд переправлялась через р. Днестр севернее г. Бендеры, (2).
Утром командование фронта изменило решение о выброске 201-й адбр в район г. Болград. Было решено выбросить десант от 204-й адбр.
К 04:00 завершилось наведение понтонного моста через Цареградское гирло Днестровского лимана для соединений и частей 55-го ск .(2)
В 05:10 штаб 9-й армии для выполнения директивы командования фронта издал боевой приказ № 3:
- 9-я армия 29.6 подвижными частями выходит на рубеж Пырлица, Ганчешты (Готешты), Дезгинже.
- 5-й кк подвижными танковыми частями к исходу 29.06 выйти на рубеж Кагул, Болград; главными силами 9-й кд — Лейпциг, 32-й кд — Тарутино, Березина.

С 05:30 32-я кд переправлялась через р. Днестр у Красногорки, (2).
Утром войска 5-го кк завершили переправу через р. Днестр, (2).
Утром войска Южного фронта возобновили продвижение вперёд. В течение дня штаб 9-й армии передислоцировался в г.Тирасполь, (2).
До 14:30 выброска десанта 204-й адбр завершилась в 10 км севернее г. Болграда.
В 18:30 3-й батальон 204-й адбр командиром бригады Губаревичем был направлен в Болград, а 1-й батальон — на станцию Троянов Вал, (2). В Болграде румынские воинские подразделения сопротивления не оказывали.
К исходу дня 5-й кк своими главными силами достиг района Петровка, Стурдзяны. В районе Манзырь части 32-й кд задержали группу румынских военнослужащих на 40 подводах, у которых было изъято 14 200 леев, 86 винтовок, 4 пистолета, 117 штыков, 5 тыс. патронов и различные продукты, а также сейф с секретными документами. Танковые полки 9-й и 32-й кавдивизий достигли Чимишлии и Романово (см. Бессарабка). В связи с высадкой 204-й авиадесантной бригады в районе Болграда 5-му кк было приказано не продвигаться далее линии Чимишлия-Комрат-Романово, а 14-я тяжёлая танковая бригада вернулась на восточный берег Днестра и сосредоточилась в Парканах.(2)
30 июня
В 00:15 продлён срок эвакуации румынских войск до 14:00 3 июля. На основании полученной информации Военный совет Южного фронта издал директиву № 00151, в которой было сказано, армии фронта, продолжая выдвижение к новой границе, к исходу 29.06 заняли северную Буковину и заканчивают занятие Бессарабии. Далее приказывалось:
- 9-й армии передовыми частями 35-го ск к исходу 30.06 занять и закрепиться по р. Прут на участке (иск.) с. Скулени, с. Цыганка, имея основные силы 15-й мд в с. Пырлица, 95-й сд в с. Гатешты.
- 5-му кк 30.06 сосредоточиться в районе Чимишлия, Комрат, Романово.
- 204-й адбр, имея основные силы в Болград, занять и удерживать Кагул и Рени, сильными отрядами до 300 чел. каждый.
- 55-й ск, занимая 25-й сд район Колония Старая Сарата, Аккерман, один сп 74-й сд на машинах выбросить к исходу 30.06 в район Измаил, обеспечивая госграницу по линии р. Дунай, остальными силами дивизии форсированным маршем выйти в район, указанный в приказе 00150. Штабу 55-го ск 30.06 перейти в Колония Старая Сарата.
- Разъяснить всему личному составу, что Советское правительство разрешило румынской армии производить эвакуацию до 14:00 03.07.1940 г., поэтому все вопросы решать только мирным путём, допуская где нужно возможность нормального отхода. При отходе румынских частей не допускать производства румынскими солдатами грабежей, увода скота, подвижного состава и подвод, взятых у местного населения Бессарабии и Буковины, для чего выделить на переправы через р. Прут: от 9-й армии в с. Леушени танковый батальон с десантом; в г. Кагул один танковый полк от кавдивизии, в м. Рени танковый батальон с десантом пехоты; на переправу через р. Дунай в г. Измаил — один танковый полк от кавдивизии. Танковым полкам и батальонам выступить на указанные переправы в 05:00 30.06.1940 г.(2)

03:00. Южнее частей 5-го кк 74-я сд 55-го ск своим 78-м сп занимала г. Аккерман, а остальными силами, 35-м и 306-м сп, дивизионными частями, в 03:00 вступила в Старую Сарату. Румынские военнослужащие сопротивления не оказывали. 25-я сд достигла района Татарбунары, Акмангит.(2)
В 05:00 моторизованные отряды 9-й армии выступили на переправы через р. Прут: в г. Кагул 30-й танковый полк от 9-й кд 5-го кк, в м. Рени танковый батальон с десантом пехоты; на переправу через реку Дунай в г. Измаил — 18-й танковый полк от 32-й кд 5-го кк, (2).
К 15:00 главные силы 5-го кк заняли район Романово — Чимишлия, (Романовка — бывшая еврейская земледельческая колония, впоследствии в составе села Бессарабка, Бассарабка — город (в прошлом п.г.т.) расположен на границе с Украиной, в 94 км к югу от Кишинёва, в 25 км от Чимишлии и 25 км от Комрата. Через город c северо-запада на юго-восток протекает река Когыльник), (ныне Чимишлия, город в 69 км к югу от Кишинёва, районный центр Молдавской Республики; на реке Когильник), (2).
17:00. Передовой отряд 95-й сд 35-го ск на автомашинах достиг берега р. Прут и в 17:00 занял м. Леово. (2)
К 18:00 г. Измаил был занят 201-й адбр, (2).
- Моторизованные отряды 9-й армии совершали марш на переправы через р. Прут: в г. Кагул 30-й танковый полк от 9-й кавдивизии 5-го кк, в г. Рени танковый батальон с десантом пехоты; на переправу через р. Дунай в Измаил — 18-й танковый полк от 32-й кавдивизии 5-го кк, (2).

22:00.
- Сосед 5-го кк справа 35-й ск к исходу 30.06 выполнил поставленную задачу — занял и закрепился по р. Прут на участке (иск.) с. Скулени, с. Цыганка, имея основные силы 15-й моторизованной дивизии в с. Пырлица, 95-й стрелковой дивизии в с. Ганчешты, (2).
- Главные силы 5-го кк находились в районе Романово-Чимишлия, (2).
- Южнее частей 5-го кк находились соединения части 55-го ск, штаб корпуса находился в Колония Старая Сарата. 55-й ск к исходу дня в целом выполнил поставленную задачу Военного совета Южного фронта.
- 25-я стрелковая дивизия 55-го ск находилась в районе Татарбунары, Акмангит, (2).
- 201-я авиадесантная бригада находилась в г. Измаил, (2).
- К 22.00 к г. Измаил подошли передовой отряд 25-й сд и танковый эскадрон 18-го танкового полка 32-й кавдивизии 5-го кк, которые также были использованы для усиления охраны города и границы, (2).
- В город прибыли представители Одесского областного комитета ВКП(б), которые занялись организацией местного городского управления, (2).

1 июля
В 08:00 подразделения 25-й сд 55-го ск прибыли в назначенные пункты: 80-й отдельный разведбатальон вступил в м. Рени, а передовой моторизованный отряд — в г. Измаил, (2).
В 01:00 командир 204-й бригады Губаревич с 8-й ротой 3-го батальона на 3 автомашинах выехал в Кагул для оказания помощи 1-му батальону, (2).
В 02:00 в Кагуле ситуация разрешилась мирным путём. К 02:00 в город вошёл 30-й танковый полк 9-й кд, (2).
2 июля
05:00. Главные силы 95-й сд 35-го ск к 05:00 сосредоточились в районе с. Карпинен, а передовой отряд продолжал контролировать берег Прута от с. Леушени до с. Леово. (2)
В 09:00 136-й кп 9-й кд 5-го кк выступил из Чимишлии к переправе у с. Фэлчиу, (2).
3 июля. Окончание освободительного похода в Бессарабию
В 14:00 советско-румынская граница была закрыта. Таким образом войска Южного фронта выполнили поставленную перед ними задачу. Главные силы приступили к изучению новых дислокации и плановой боевой и политической подготовке в занимаемых ими районах.(2)
Сосед 5-го кк справа 35-й ск охранял участок границы до Леово. (2)
32-я кд заняла Абаклию, а 18-й тп дивизии был поэскадронно расположен в Болграде, Рени и Измаиле. К 16:00 136-й кп с батареей полевой артиллерии 108-го кп 9-й кд прибыл в Канию, где ему был переподчинен находившийся там 46-й танковый батальон 4-й лтбр. После отвода за Прут последних румынских частей румыны привели в непроезжее состояние железнодорожный мост и заминировали мост для колёсного транспорта у села Фэлчиу. К исходу дня эскадроны 136-го кп были развёрнуты по реке Прут от м. Леово до Кании, южнее от с. Гатешт до г. Кагула вдоль реки развернулись эскадроны 86-го кп 32-й кд.(2)
5 июля
В связи с окончанием Бессарабского похода войска Южного фронта были приведены в состояние постоянной боевой готовности мирного времени. (2)
- Управление 5-го кавкорпуса находилось в Чимишлии, корпусные части в Романово(2).

- 9-я кд (5, 72, 108, 136-й, кп, 30-й тп)

- 136-й кп с батареей полевой артиллерии 108-го кп находился в Кании, где в его подчинении был 46-й тб 4-й лтбр, (2).
- Эскадроны 136-го кп охраняли границу по реке Прут от м. Леово до Кании, (2).

Кавалеристы охраняли железнодорожный мост и мост для колёсного транспорта у Фэлчиу.
- 30-й тп 9-й кд находился в г. Кагул, (2).

- 32-я кд (65, 86, 121, 153, 197-йкп, 18-й тп) в Абаклии, (2).

- Южнее 9-й кд от с. Гатешты (Готешты) до г. Кагула вдоль реки Прут границу охраняли эскадроны 86-го кп 32-й кд.
- 18-й тп дивизии был поэскадронно расположен в Болграде, Рени и Измаиле, (2).

6 июля
СНК СССР принял постановление № 1193 — 464сс по которому территория Северной Буковины была включена в состав КОВО, а Бессарабии — в состав ОдВО и предусматривалось проведение организационных мероприятий в Красной Армии.(2)
Нарком обороны СССР издал директивы Военным советам КОВО и ОдВО о новом составе и дислокации войск округов. В директивах предусматривалось начать новые формирования соединений, утверждённые правительством, перевести войска в новые места постоянной дислокации, расформировать части и учреждения, созданные для проведения освободительного похода и начать увольнение задержанного после советско-финляндской войны приписного состава. (2)
Стрелковые полки 25-й сд 55-го ск находившиеся в г. Болград, м. Рени и г. Измаил сменили танковые эскадроны 18-го тп 32-й кд 5-го кавкорпуса и подразделения 201-й и 204-й авиадесантных бригад на охране границы.(2)
7 июля
На основании директивы наркома обороны № 0/1/104584 командующий Южным фронтом генерал армии Г. К. Жуков издал директиву, по которой для постоянной дислокации в Бессарабии оставались 9-я кд в районе Леово, Комрат, 25-я сд в районе Кагул, Болград, 51-я сд в районе Килия, Старая Сарата, Аккерман и управления 14-го и 35-го стрелковых корпусов соответственно в Болграде и Кишинёве. (2)
Управление 5-го кк находилось в Чимишлия, корпусные части в Романовка. Из 9-й кд 136-й кп с батареей полевой артиллерии 108-го кп находился в Кании, где в его подчинении был 46-й тб 4-й лтбр, эскадроны 136-го кп охраняли границу по реке Прут от м. Леово до Кинии. Кавалеристы охраняли железнодорожный мост и мост для колёсного транспорта у Фэлчиу], 30-й тп находился в г. Кагул, (2). 32-я кд (65, 86, 121, 153, 197-йкп, 18-й тп) в Абаклии, (2). Южнее 9-й кд от с. Гатешты до г. Кагула по реке Прут границу охраняли эскадроны 86-го кп 32-й кд, а 18-й тп был в Абаклии, (2).
8 июля часть войск Южного фронта начала выдвижение к новым местам постоянной дислокации. В 20.00 граница была передана Красной Армией под охрану пограничным войскам НКВД. (2)
9 июля
Все войска Южного фронта выдвигались к местам постоянной дислокации. В этот день расформировано управление Южного фронта. (РГВА. Ф. 37977. Оп. 1. Д. 684. Л. 219,232; Д. 687. Л. 125.) (2)
Управление и корпусные части 5-го кк из Чимишлии и Романово;
32-я кд (65, 86, 121, 153, 197-йкп, 18-й тп) из Абаклии, с границы по реке Прут с. Гатешт до г. Кагула в железнодорожных эшелонах поехали к месту постоянной дислокации в КОВО в г. Славута, (2).
По директиве НКО № 0/1/104534 от 7.07.1940 г. в состав 5-го кк вошла 14-я кавалерийская дивизия, (10с).
9-я кд (5, 72, 108, 136-й, кп, 30-й тп) оставалась в районе Леово, Комрат в южной Бессарабии, (2).
10 июля было расформировано управление 9-й армии. (РГВА. Ф. 37977. Оп. 1. Д. 684. Л. 219,232; Д. 687. Л. 125.) (2)
15 июля
После окончания освободительного похода в Бессарабию (июнь — июль 1940 г.) управление 5-го кк, корпусные части прибыли в г. Славуту, а 32-я кд — в г. Изяславль, (10c).
27 октября
К 27 октября управление 5-го кк и корпусные части имели: (10с)
- личного состава: 494 человек, в том числе 106 командного, 97 младшего командного, 291 рядового состава;
- лошадей: 186, в том числе 149 строевых, 4 артиллерийских, 33 обозных;
- автомашин: 62, в том числе 10 легковых, 28 грузовых, 24 специальных; 2 мотоцикла;
- самолётов: 3;
- винтовок и карабинов: 359;
- револьверов и пистолетов: 178;
- ручных пулемётов: 2;
- радиостанций: 5.

1941 год
В мае 32-я кд вышла из состава 5-го кк и убыла в 9-й отдельный стрелковый корпус, находившийся на территории Крымского полуострова.(10с)